# La Course by Le Tour de France 2014
La edición inaugural de La Course by Le Tour de France fue una carrera de un día y se disputó el 27 de julio de 2014, como preámbulo a la última etapa del Tour de Francia 2014 en los Campos Elíseos de París sobre 13 vueltas para un total de 89 km.
La carrera hizo parte del calendario internacional de la UCI como carrera de categoría 1.1 y a pesar de no haber tenido tener grandes dificultades orográficas participaron en la prueba gran parte de las mejores ciclistas especialmente debido a la cuantía de sus premios (6.000 € para la ganadora) ya que por ejemplo en la carrera más prestigiosa en lo que a ciclismo femenino se refiere, el Giro de Italia Femenino, la ganadora se llevó solo 525 € en la edición 2014.
La carrera fue ganada por la ciclista neerlandesa Marianne Vos del equipo Rabo Liv Women. El podio lo completaron la ciclista neerlandesa Kirsten Wild del equipo Argos-Shimano y la ciclista canadiense Leah Kirchmann del equipo Optum-Kelly Benefit Strategies.

## Clasificaciones finales
Las clasificaciones finalizaron de la siguiente forma:

### Clasificación general
| \| Clasificación general \| Clasificación general \| Clasificación general \| Clasificación general \| Clasificación general \| \| Ciclista \| Ciclista \| Equipo \| Tiempo \| \| \| --------------------- \| --------------------- \| ------------------------------- \| --------------------- \| --------------------- \| \| 1.ª \| Marianne Vos \| Rabo Liv Women \| 2 h 00 min 41 s \| \| \| 2.ª \| Kirsten Wild \| Giant-Shimano \| + 0 s \| \| \| 3.ª \| Leah Kirchmann \| Optum-Kelly Benefit Strategies \| + 0 s \| \| \| 4.ª \| Lisa Brennauer \| Specialized-Lululemon \| + 0 s \| \| \| 5.ª \| Shelley Olds \| Alé Cipollini \| + 0 s \| \| \| 6.ª \| Coryn Rivera \| UnitedHealthcare \| + 0 s \| \| \| 7.ª \| Jolien D'Hoore \| Lotto Belisol Ladies \| + 0 s \| \| \| 8.ª \| Emma Johansson \| Orica-AIS \| + 0 s \| \| \| 9.ª \| Simona Frapporti \| Astana BePink Womens \| + 0 s \| \| \| 10.ª \| Roxane Fournier \| Poitou-Charentes.Futuroscope.86 \| + 0 s \| \| |                  |                                 |                 |
| |                  |                                 |                 |
| |                  |                                 |                 |
| Clasificación general |                  |                                 |                 |
| Ciclista | Ciclista         | Equipo                          | Tiempo          |
| 1.ª | Marianne Vos     | Rabo Liv Women                  | 2 h 00 min 41 s |
| 2.ª | Kirsten Wild     | Giant-Shimano                   | + 0 s           |
| 3.ª | Leah Kirchmann   | Optum-Kelly Benefit Strategies  | + 0 s           |
| 4.ª | Lisa Brennauer   | Specialized-Lululemon           | + 0 s           |
| 5.ª | Shelley Olds     | Alé Cipollini                   | + 0 s           |
| 6.ª | Coryn Rivera     | UnitedHealthcare                | + 0 s           |
| 7.ª | Jolien D'Hoore   | Lotto Belisol Ladies            | + 0 s           |
| 8.ª | Emma Johansson   | Orica-AIS                       | + 0 s           |
| 9.ª | Simona Frapporti | Astana BePink Womens            | + 0 s           |
| 10.ª | Roxane Fournier  | Poitou-Charentes.Futuroscope.86 | + 0 s           |

## Premios
En total se otorgaron premios por € 22.500. De los cuales € 17.000 fueron para los primeros 20 corredores de la carrera, € 3,500 para los tres mejores sprints y € 2,000 para las tres mejores jóvenes.
| Posición                     | 1.ª     | 2.ª     | 3.ª     | 4.ª     | 5.ª   | 6.ª   | 7.ª   | 8.ª   | 9.ª   | 10.ª  | 11.ª-20.ª | Total    |
| Clasificación general        | 6 000 € | 4 000 € | 2 000 € | 1 000 € | 800 € | 700 € | 600 € | 400 € | 300 € | 200 € | 100 €     | 17 000 € |
| Clasificación de los sprints | 2 000 € | 1 000 € | 500 €   |         |       |       |       |       |       |       |           | 3 500 €  |
| Clasificación de las jóvenes | 1 000 € | 600 €   | 400 €   |         |       |       |       |       |       |       |           | 2 000 €  |

A pesar de su supuesto éxito y promoción algunos medios especializados llegaron a calificar a esta carrera de "postureo" ya que según su opinión no aportaba nada nuevo al ciclismo femenino que no aportasen otras carreras con menos propaganda.